# Ioan D. Caragiani
Ioan D. Caragiani (n. 11 februarie 1841, Avdela, Grecia – d. 13 ianuarie 1921, Iași) a fost un folclorist și traducător român, de origine aromână, specialist în limba și literatura elină, membru al Junimii, membru fondator al Academiei Române și unul dintre marii luptători pentru drepturile aromânilor.

## Familia
Ioan D. Caragiani s-a născut în localitatea pindeană Avdela, Grecia, de unde proveneau, între alții, Nuși Tulliu, autentic creator de poezie în limba aromână, Tache Papahagi, cunoscutul lingvist, etnograf și dialectolog și familia istoricului Nicolae Șerban Tanașoca. Caragiani se trage dintr-o familie de oieri, care vara își duceau oile la munte, și iarna se întorceau cu ele la șes, în zona Salonicului, activitate din care, cu multă trudă și chibzuială s-au înstărit.
Caragiani nu s-a căsătorit niciodată. Avea o soră la care ținea mult, Despa Caragiani (măritată Papahagi, mama lui Pericle Papahagi), pe care, când aceasta venea în țară, o ducea cu el la Junimea sau la seratele literare de la regina Carmen Sylva. Deși fără școală, Despa fusese o femeie strașnică, despre care se spun multe povești impresionante: cum ea a fost cea care a ieșit din biserica unde se adăpostise tot satul, când au fost atacați de turci, ca să trateze cu inamicul și reușește să-l convingă să plece; cum atunci când un grup de tâlhari a atacat casa mare și frumoasă, din piatră, pe care familia și-o construise din bani adunați din ale oieritului, Despa, ținând un nou născut în mâna stângă, cu pușca în mâna dreaptă trage „bărbătește”, iscusit și fără oprire și-i izgonește. Despa avea istețimea de minte și simțul umorului fratelui ei Ioan Caragiani. După o vizită la regină, întrebată fiind de Măria Sa cum i-a plăcut seara, Despa răspunde prompt: „Nu mă pot pronunța doar după o vizită”. Fratele lui Ioan Caragiani, doctorul Alexandru Caragiani, stabilit la Tecuci, este tatăl cunoscutei aviatoare Elena Caragiani-Stoienescu.

## Studii
Caragiani urmează cursurile școlilor primare și secundare aromânești din Avdela, Gureanta și Vlaho-Clisura în Grecia. Studiile secundare le-a efectuat la Atena. Din 1856 a studiat filologia la Universitatea Othoniană din Atena. Ajunge să fie un foarte bun cunoscător al istoriei și literaturii vechi eline, pentru care avea o dragoste deosebită. După absolvirea facultății în 1864 Caragiani a emigrat în România. Deși a ales să trăiască în România, Ioan Caragiani se va mai duce de câteva ori să viziteze locurile aromânești de la sud de Dunăre.

## Activitate profesională

### Profesoratul la Iași
În 1865 obține un post de profesor la Gimnaziul Central din Iași, devenind, din 1866, și profesor suplinitor la catedra de limbă și literatură elină a universității. Titularizat nu peste multă vreme, a ocupat catedra care i se încredințase aproape o jumătate de secol. Ioan D. Caragiani a avut două mandate de conducere a Bibliotecii Centrale Universitare (BCU) din Iași, cea mai veche și una din cele mai importante biblioteci din țară. În timpul acestor două mandate, folcloristul și traducătorul conferă bibliotecii o anumită stabilitate, cu o slabă fluctuație.

### Participarea la Junimea
Îndată după stabilirea în Iași, Caragiani începe să frecventeze asiduu ședințele Societății literare „Junimea" înființată în februarie 1864 de o mâna de tineri entuziaști, cu strălucite studii superioare europene, precum Titu Maiorescu, Petre Carp , Iacob Negruzzi, Vasile Pogor și Theodor Rosetti. Junimea a fost cea mai însemnată grupare literară a veacului al XIX-lea, reunind marile personalități ale timpului. În 1865 Caragiani devine membru al Junimii unde este coleg cu persoane ilustre ca Titu Maiorescu, Mihai Eminescu, Ion Luca Caragiale și Ion Creangă. Va frecventa regulat ședințele hebdomadare ale Junimii timp de 20 de ani. Ține și câteva conferințe în cadrul 'prelegerilor populare' ale Junimii.
Junimiștii, faimoși prin felul în care luau totul în derâdere și susțineau, la întâlnirile cele mai serioase, că 'anecdota primează', au reținut figura lui Ioan D. Caragiani ca pe una foarte amuzantă. Aromânul, de-o vârstă cu Maiorescu, îi înveselea pe junimiști cu nenumăratele lui anecdote. El era la acea vreme singurul care putea stârni tot atâta ilaritate câtă putea să provoace Creangă. Caragiani era cel mai bogat anecdotist de la Junimea. Crescut în plin orient, Ioan Caragiani rezuma tradițiile și anecdotele tuturor popoarelor din Peninsula Balcanică și din restul imperiului turcesc. La fiecare pas se întrerupea ca să spună o anecdotă cu un sârb, cu un bulgar, cu un grec, cu un turc, cu un țigan, etc. Nu vorbea chiar bine românește; accentul lui, fraza, totul dovedea că nu era născut, nici crescut în țară. Vorbea acel jargon amestecat, românește, grecește și câteodată chiar turcește cu un accent, care-i trăda originea sa exotică și care dădea istorisirilor sale un gust și mai bun. Istorisea cu un farmec nespus și cum se întâmplă câteodată tocmai nestăpânirea perfectă a limbii și accentul diferit interesa. Ca și la teatru, Junimiștii îi cereau lui Caragiani să repete anecdota care le plăcuse cel mai mult în ședința trecută.
Junimea avea deprinderi foarte libere, membrii tratându-se între dânșii cu mare familiaritate și, întocmai ca la școală între copii, își dădeau porecle unii altora. Toți membrii Junimii aveau porecle. De exemplu lui Petre P. Carp i se spunea 'Chirp' - dupa o teorie a lui Caragiani privind popoarele unde vocalele a, e, o și u se citeau i; lui Ion Creangă i se spunea ‘Burdahănosul’- din cauza înfățișării; iar lui Ioan Caragiani i se spunea în mod homerian "bine hrănitul Caraiani" - căci avea fața rotundă, plină și corpul îndesat; poreclă ce ii fusese dată de Vasile Pogor, iar numele ii era spus fara 'g', atunci cand i se aplica porecla.

## Societăți

### Academia Română
În 1866, Caragiani este membru fondator al Societății Academice Române (care mai târziu va deveni Academia Română) unde a fost ales ca reprezentant al românității sud-dunărene. Societatea dorea să aibă membrii din toate provinciile locuite de români pentru a reprezenta unitatea culturală și națională a României.

### Societatea de Cultură Macedo-Română
În anul 1879, la 23 septembrie, în sala Ateneului Român, a fost fondată Societatea de Cultură Macedo-Română din care face parte și Caragiani, alături de mulți alți iluștri, ca C. A. Rosetti, Vasile Alecsandri, Titu Maiorescu, Iacob Negruzzi și alții. Societatea adoptă o proclamație care cerea românilor din Turcia Europeană să-și trimită copiii la școlile românești și să deschidă biserici. Societatea a editat în 1880 revista Frățilia întru dreptate (în aromână și greacă). La începutul secolului al XX-lea, comunitatea aromânilor din Imperiul otoman se manifesta ca o minoritate fidelă Imperiului, datorită perspectivei sumbre care-o aștepta la o eventuală prăbușire a acestuia.

## Lucrări științifice

### Traduceri din literatura clasică
Caragiani se înscrie în rândul filologilor clasici ieșeni care au dăruit literaturii române valoroase traduceri din marii clasici antici, strălucind prin rigoare și har poetic.  Caragiani a tradus integral și a pregătit pentru tipar „Iliada” lui Homer, din care însă nu a apărut decât un fragment. Caragiani a făcut traduceri din Homer, Aristoteles și Theocrit. În 1879 se tipăresc la Iași traducerile lui din „Odiseea" lui Homer și „Batrachomyomachia" tălmăcite pentru prima oară în întregime în românește, beneficiind de o transpunere plastică și vie, cu expresii împrumutate din limba populară și cu întorsături specifice basmului.

### Studii de folclor și istorie aromână
Bun cunoscător al vieții românilor din sudul Dunării, Caragiani s-a decis să le popularizeze folclorul, foarte puțin știut în România. Astfel în 1869 publică cel dintâi articol dedicat acestei probleme, în revista Junimii „Convorbiri literare”, Românii din Macedonia și poezia lor populară”. Două decenii mai târziu, în „Balcanica" (1891), va publica prima parte a voluminoasei lui lucrări intitulate „Studii istorice asupra românilor din Peninsula Balcanică". Cea de a doua parte îi va fi tipărită postum în 1941 de academicianul Pericle Papahagi. În studiul său Caragiani caută să-i deosebească în permanență pe români printre celelalte popoare balcanice, servindu-se de 'toponimie' și 'onomastică'. În acest sens, studiile sale sunt un adevărat repertoriu onomastic al macedo-românilor. Această lucrare, care este cea mai importantă scriere a lui Ioan Caragiani, căreia 'i-a consacrat toată energia sa, uneori chiar primejduindu-și viața', după cum ne spune Pericle Papahagi, a avut o soarta destul de bizară. Tipărirea ei în 1891, ca supliment al „Revistei pentru Istorie, Archeologie și Filologie”, s-a oprit la coala 17 (pagina 272). Avem de-a face, practic, cu primul volum, care se încheie, brusc, în mijlocul unei fraze!. Volumul a fost retipărit în 1929 de Pericle Papahagi, tot acesta izbutind publicarea volumului al doilea în 1941. Editorii de azi (Litera Internațional, București, 2000), până în prezent, au republicat doar primul volum (ediția 1929) a acestor studii istorice asupra românilor din Peninsula Balcanică. Lucrarea pentru care autorul a folosit surse grecești, italiene, franceze, dar și informările primite de la surse directe din comunele aromâne este singulară prin efortul de a dezveli o istorie macedo-română până la el necunoscută și care de fapt fusese preschimbată într-o cronică a eroismului grecesc.

### Lista lucrărilor[18]
- Curs complet de gramatică elină, 2 vol., 1870, 1872.
- Românii din Macedonia și poezia lor populară, 1869.
- Studii istorice asupra românilor din Peninsula Balcanică, 1891 (publicată postum de Pericle Papahagi, 1929.[17])

## Luptător pentru drepturile aromânilor
Ioan D. Caragiani a fost întâi de toate unul dintre marii luptători pentru drepturile aromânilor, alături de Apostol Mărgărit și arhimandritul Averchie. Caragiani a fost și cel care a înțeles mai bine ca oricare altul de ce este nevoie ca și acești români de la sud de Dunăre să fie recunoscuți, în condițiile în care, în aproape toate sursele de informare ale vremii, se arată că ei erau asimilați națiunii grecești sau celei albaneze.
La 22 octombrie 1896 Președintele Consiliului de Miniștri, Ministrul Afacerilor Străine, D. A. Sturdza face un referat privind alegerea unui mitropolit al românilor din Imperiul Otoman în persoana lui Antim astfel ca intrarea bisericii române din Constantinopol să rodească pentru propășirea neamului românesc în Orient. Printre cei nominalizați în aplicarea acestui plan erau: Caragiani, alături de T. G. Djuvara, Take Mărgărit, și Apostol Mărgărit. Caragiani este printre cei care se duc la Constantinopol spre a cere sprijinul Marelui Vizir să continue a da conaționalilor aromâni din Imperiul Otoman puternicul său sprijin. T. G. Djuvara, Ap. Mărgărit și Caragiani au lucrat la instalarea paraclisului român în care să oficieze pentru primă dată Primul Mitropolit român Antim în ziua de joi 21 noiembrie 1896. La începutul secolului XX, comunitatea aromânilor din Imperiul otoman se manifesta ca o minoritate fidelă Imperiului, datorită perspectivei sumbre care-o aștepta la o eventuală prăbușire a acestuia.

## Omul Caragiani
Caragiani avea un caracter egal, plăcut și totdeauna vesel. Era un tip simpatic și original. Cu fața plină și jovială, surâsul său veșnic îndemna la râs chiar când nu vorbea, dar mai ales când se punea pe povestit. Vestit din cauza anecdotelor pe care le povestea cu o artă și un humor extraordinar, chiar până la bătrânețe, Caragiani a fost apreciat de toți cunoscuții săi.